# Herma Szabo
Herma Szabo (Vienna, 22 febbraio 1902 – Rottenmann, 7 maggio 1986) è stata una pattinatrice artistica su ghiaccio austriaca, pluricampionessa mondiale di pattinaggio di figura nel singolo e in coppia negli anni 1920. Vinse il primo titolo olimpico femminile della storia dei Giochi olimpici invernali.

## Biografia
Herma Szabo apparteneva, da parte di madre, ad una celebre famiglia di pattinatori austriaci, gli Engelmann. Suo nonno Eduard Engelmann allestì la prima pista di pattinaggio su ghiaccio di Vienna nel 1868. Suo zio Eduard Engelmann jr. vinse tre campionati europei di pattinaggio artistico consecutivi dal 1892 al 1894. Anche sua madre Christine e i suoi cugini erano pattinatori. Persino Karl Schäfer, pluricampione olimpico e mondiale negli anni 1930, entrò a far parte della dinastia Engelmann, sposando una delle figlie di Eduard Engelmann jr.
Negli anni 1920 Herma Szabo fu una delle più forti pattinatrici del mondo. Dal 1922 al 1927 vinse sei titoli mondiali consecutivi nell'artistico individuale femminile. In coppia con Ludwig Wrede vinse anche due titoli mondiali di coppia, nel 1925 e nel 1927, piazzandosi al terzo posto ai mondiali del 1926. Nei programmi di gara dell'epoca compare con nomi diversi: Herma Jaross-Szabo, Herma Jarosz Szabo, Herma Szabo-Plank, Herma Planck-Szabo. Si tratta comunque della stessa pattinatrice. Attualmente la International Skating Union (ISU) l'ha inserita in tutti gli albi d'oro ufficiali semplicemente come Herma Szabo.
Nel 1924 prese parte al concorso individuale femminile di pattinaggio artistico dei I Giochi olimpici invernali, l'unica gara femminile in programma. All'unanimità i giudici la ritennero la migliore delle otto concorrenti sia negli obbligatori sia nelle figure libere.  Il 29 gennaio 1924 si aggiudicò quindi il concorso, vincendo la prima medaglia d'oro assegnata ad una donna nella storia dei Giochi olimpici invernali. Due giorni dopo, la cugina Helene Engelmann in coppia con Alfred Berger vinse la gara di pattinaggio a coppie.
Nel 1982 fu inserita nella World Figure Skating Hall of Fame, la hall of fame internazionale del pattinaggio di figura.

## Palmarès

### Individuale
| Internazionali            | Internazionali | Internazionali | Internazionali | Internazionali | Internazionali | Internazionali | Internazionali |
| Evento                    | 1918           | 1922           | 1923           | 1924           | 1925           | 1926           | 1927           |
| ------------------------- | -------------- | -------------- | -------------- | -------------- | -------------- | -------------- | -------------- |
| Giochi olimpici invernali |                |                |                | 1°             |                |                |                |
| Campionati mondiali       |                | 1°             | 1°             | 1°             | 1°             | 1°             | 2°             |
| Nazionali                 |                |                |                |                |                |                |                |
| Campionati austriaci      | 2°             | 1°             | 1°             | 1°             | 1°             |                | 1°             |

### Coppie
(con Ludwig Wrede)
| Internazionali       | Internazionali | Internazionali | Internazionali |
| Evento               | 1925           | 1926           | 1927           |
| -------------------- | -------------- | -------------- | -------------- |
| Campionati mondiali  | 1°             | 3°             | 1°             |
| Nazionali            |                |                |                |
| Campionati austriaci | 1°             | 1°             |                |